# Qiita
Qiita（キータ）は、エイチームの完全子会社であるQiita株式会社が運営するコンピュータ・ソフトウェア関連の技術に関する知識を記録・共有するためのコミュニティサービスである。2021年9月時点で70万人の会員がいる。利用者は良いと思った記事を随時投票によって評価する。「ストック」という機能を使えば利用者は自分が気になる記事を自分のアカウントに記録できる。
Qiita株式会社についても本項で記述する。

## 概要
2011年に当時大学生であった海野弘成らが公開した。
Qiita は利用者が持つ知見を共有するためのサービスであり、利用者はMarkdown形式で記事を投稿し、タグ付けなどを行える。各記事にはブログのようなコメント機能が備え付けられているほか、編集リクエスト機能が存在しており、記事の誤りを他の利用者が指摘・修正することができる。
新規登録とログインには、GitHub・Twitter・Googleのアカウントも利用できる。
また、社内用情報共有ツールとして、企業向けの「Qiita Team」も提供されている。
その他では、求人サービスとして、個人利用者向けの「Qiita Jobs」も提供されている。

## 沿革
- 2011年9月16日 - サービス提供開始[12]。

- 2017年12月25日 - 運営会社のIncrements株式会社（現・Qiita株式会社）がエイチーム社に約14億5300万円で買収され、100％子会社となる[13]。
- 2020年7月16日 - 質問機能が正式にリリースされる[14]。

## Qiitaの論争
「ポエム」と言われる散文を書いた記事や、今後必要になるプログラム言語に関する個人的な憶測を書いた記事など、Qiita の記事の質の低下について論争があった。書いた記事の得票数（LGTM）に応じて金銭的な利益が得られるようにするといった改善提案がある一方、そもそも Qiita への記事投稿をやめるべきだとの提案もあった。
2020年3月25日から、読んだ記事の履歴が公開された事によりQiita運営側への批判が高まった。

## 関連するサービス
- kobito - すでに終了
- Qiitadon - マストドンの一つ。2022年2月28日にサービス終了